# Meral Thoms

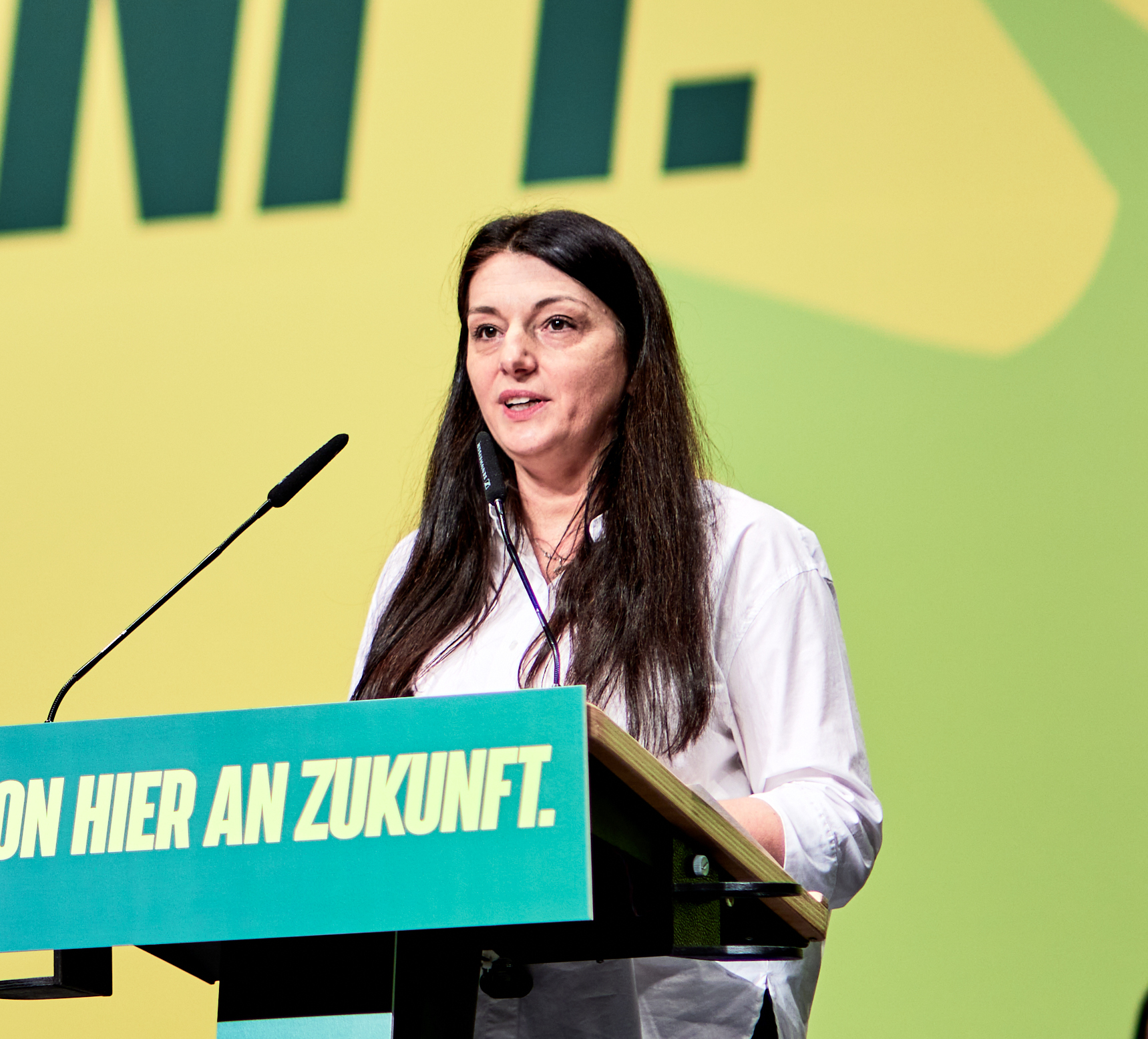
Meral Thoms bei der Landesdelegiertenkonferenz der Grünen NRW in Siegen (2021)

Meral Thoms (* 1971 in Hilden) ist eine deutsche Politikerin der Partei Bündnis 90/Die Grünen. Sie ist seit 2022 Abgeordnete im Landtag von Nordrhein-Westfalen.

## Leben
Thoms wuchs in Düsseldorf als Tochter in einer deutsch-türkischen Familie auf. Sie studierte Medienwissenschaft, Psychologie und Soziologie an der Heinrich-Heine-Universität Düsseldorf und arbeitete zunächst als Researcher, später als Referentin.

## Politik
Thoms hat neben dem Landtagsmandat mehrere Ämter inne. Sie ist Vorsitzende im Ausschuss für Vielfalt, Jugend, Senioren, Gesundheit, Soziales und frühkindliche Bildung der Stadt Tönisvorst und gehört als sachkundige Bürgerin dem Gesundheitsausschuss des Kreises Viersen an. Außerdem ist sie Ersatzdelegierte für die Landesdelegiertenkonferenz in NRW und engagiert sich im Frauenrat NRW.
Bei der Landtagswahl 2022 unterlag sie im Wahlkreis Viersen I der CDU-Gegenkandidatin Britta Oellers, zog aber über Listenplatz 23 der Landesliste der Grünen in den Landtag von Nordrhein-Westfalen ein.